# Тома, Рихард
Рихард Андреас Тома (нем. Richard Thoma; 11 декабря 1847, Бонндорф-им-Шварцвальд — 26 ноября 1923, Гейдельберг) — немецкий физиолог и патологоанатом.

## Биография
Родился в семье адвоката. Получил медицинское образование в Берлинском и Гейдельбергском университетах. В 1872 году успешно сдал государственный экзамен на право заниматься медицинской практикой и работал ассистентом в Патологическом институте Гейдельбергского университета. Габилитировался в 1873 году, с 1877 года служил профессором общей патологии Гейдельбергского университета, в 1884 году перешёл в Дерптский университет, где проработал до 1894 года, после чего занялся частной преподавательской деятельностью в Магдебурге, а затем в 1906 году вернулся в Гейдельберг.
В 1897 году выступил одним из учредителей Германского общества патологов. Будучи ассистентом Института патологии в Берлине, впервые произвёл подсчет эритроцитов, с помощью созданной им специальной камеры. Изобрёл способ определения удельного веса крови с помощью пикнометра. Его именем назван счётная камера Тома, которая используется для подсчета тромбоцитов и эритроцитов. Автор учебника по общей патологической анатомии (1894).

## Труды
- Die Überwanderung farbloser Blutkörperchen von dem Blute in das Lymphgefässsystem (Гейдельберг, 1873);
- Über die Grösse und das Gewicht des menschl. Körpers (Лейпциг, 1882);
- Untersuchungen über die Histogenese und Histomechanik des Gefässsystems (Штутгарт, 1893);
- Lehrbuch der pathologischen Anatomie. Erster Theil: Allgemeine pathologische Anatomie (1894) и др.